# Teleutaea mishae
Teleutaea mishae är en stekelart som beskrevs av Kuslitzky 1973. Teleutaea mishae ingår i släktet Teleutaea och familjen brokparasitsteklar. Inga underarter finns listade i Catalogue of Life.